# Petro Sakoworot
Petro Antonowytsch Sakoworot (ukrainisch Петро Антонович Заковорот, wiss. Transliteration Petro Antonovyč Zakovorot; * 1871 in Kupjewacha, Russisches Kaiserreich, heute Ukraine; † 5. März 1951 in Charkiw, Sowjetunion, heute Ukraine) war ein ukrainischer Fechter.

## Biografie
Petro Sakoworot wurde als Sohn einer Bauernfamilie in Kupjewacha, einem kleinen Dorf in der Nähe von Charkiw, geboren und studierte später in Warschau. 1899 siegte er bei einem prestigeträchtigen Fechtturnier in Budapest. Sakoworot nahm an den Olympischen Sommerspielen 1900 in Paris teil. Er startete im Säbelwettbewerb für Fechtmeister, wo er den siebten Platz belegte. Sein Lehrer Julian Michaux nahm ebenfalls an diesem Wettbewerb teil und wurde Fünfter.
Ab 1911 arbeitete Sakoworot als Lehrer in Sankt Petersburg und kehrte 1920 nach Charkiw zurück.